# Vobbenbøl
Vobbenbøl (dansk) eller Wobbenbüll (tysk) er en landsby og kommune i det nordlige Tyskland under Kreis Nordfriesland i delstaten Slesvig-Holsten. Byen ligger 5 kilometer nordvest for Husum i det vestlige Sydslesvig.
Kommunen samarbejder på administrativt plan med andre kommuner i Nordsø-Trene kommunefællesskab (Amt Nordsee-Treene).
I den danske tid hørte landsbyen under Hatsted Sogn (Sønder Gøs Herred).
Harro Harring er født i Vobbenbøl.